# ChucK
ChucK ist eine Programmiersprache für die Erzeugung und Verarbeitung von Audiosignalen, wobei ein besonderer Wert auf parallele Ausführung und exakte zeitliche Bezüge gelegt ist.
Die Sprache wird interpretiert. Dabei ist es möglich, im laufenden Betrieb Programmteile hinzuzufügen, zu verändern oder zu entfernen. Zahlreiche Funktionsblöcke, sogenannte ugens (unit generators) wie Generatoren (Sinus, Rechteck, Puls), Instrumente (simulierte Saiten-, Blas- sowie perkussive Instrumente) und Filter stehen zur Verfügung. Der ChucK-Operator => ist überladen und erlaubt eine Syntax, die den Signalfluss von links nach rechts widerspiegelt. Die Kommunikation mit externen Programmen ist über MIDI und Open Sound Control möglich.
ChucK ist als freie Software unter der GNU General Public License lizenziert.